# Pterolophia nigrofasciculata
Pterolophia nigrofasciculata là một loài bọ cánh cứng trong họ Cerambycidae.